# الجانحة (يافع)

تعديل مصدري - تعديل

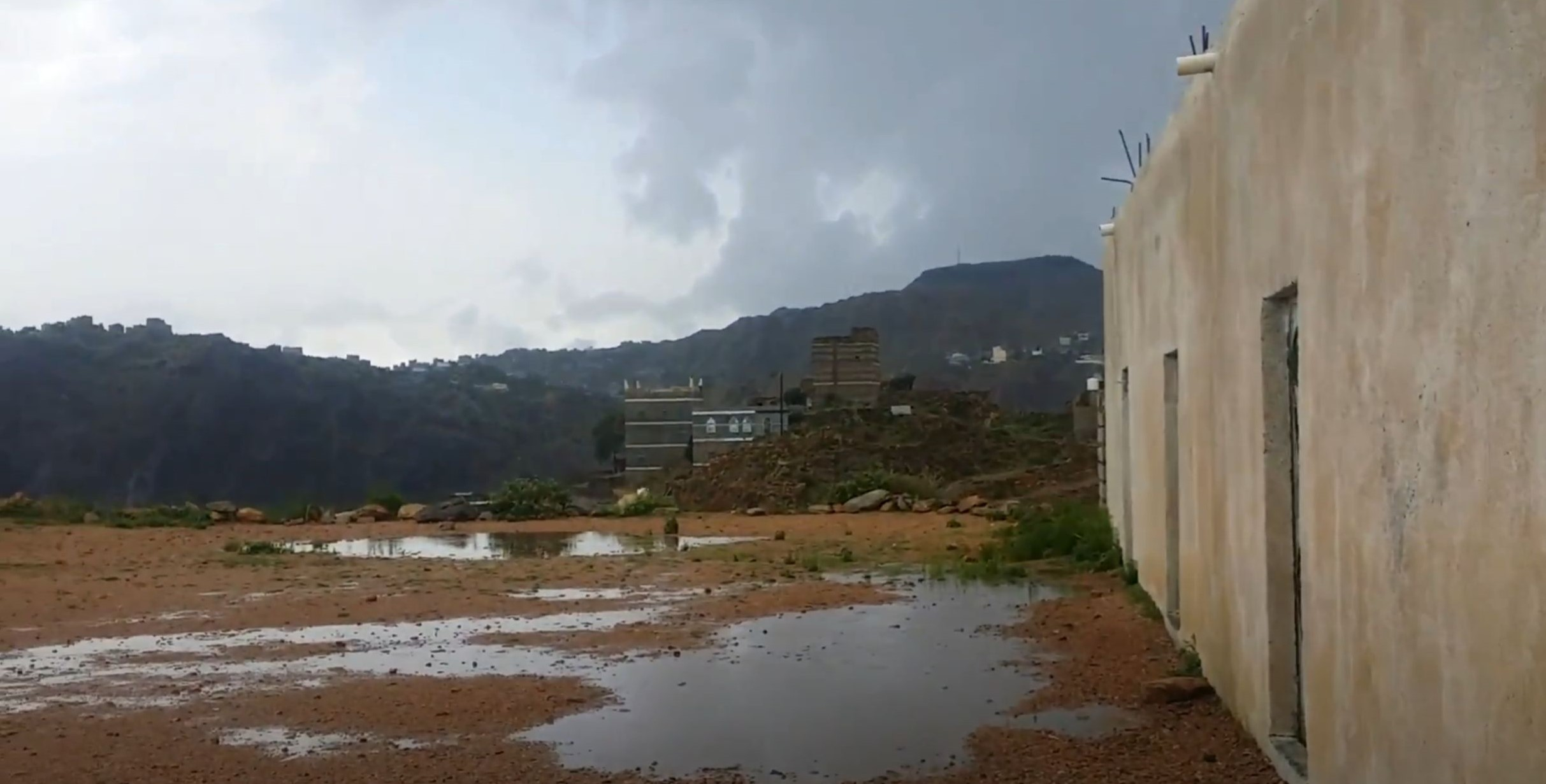
هطول الامطار على قرية الجانحة

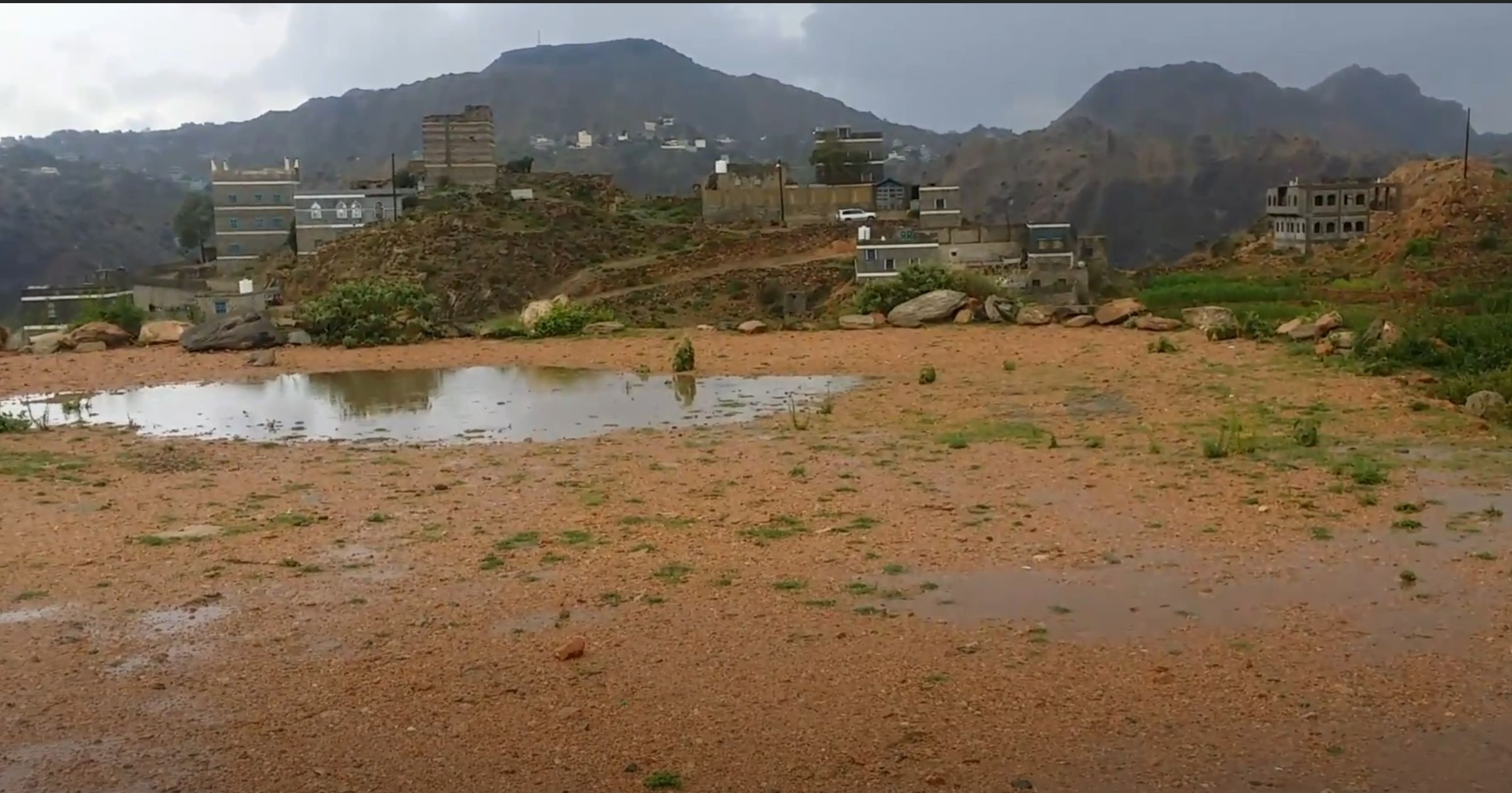
اثار الامطار في قرية الجانحة

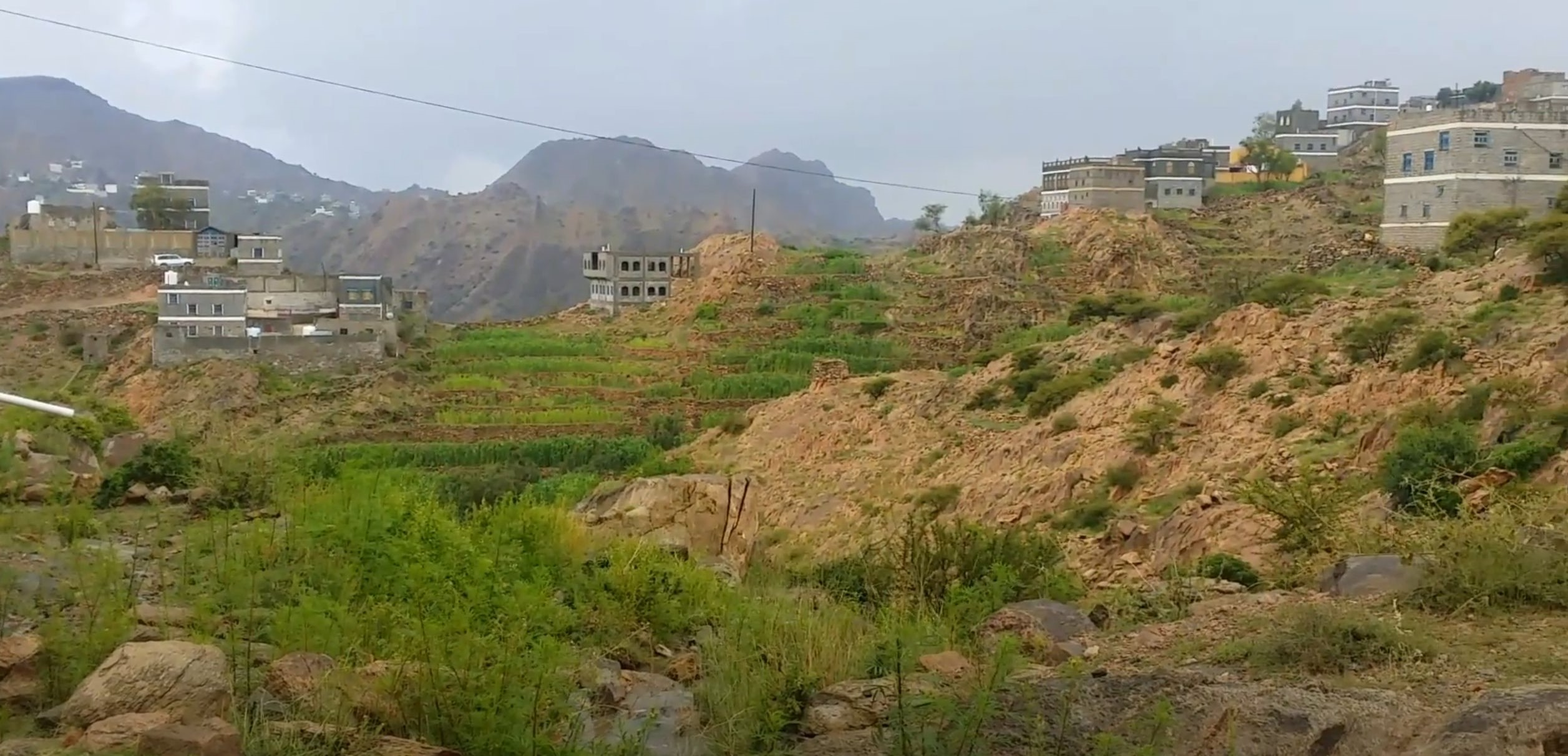
من ارجاء قرية الجانحة

الجانحة هي إحدى قرى عزلة لبعوس بمديرية يافع التابعة لمحافظة لحج، بلغ تعداد سكانها 297 نسمة حسب تعداد اليمن لعام 2004.

## مراجع

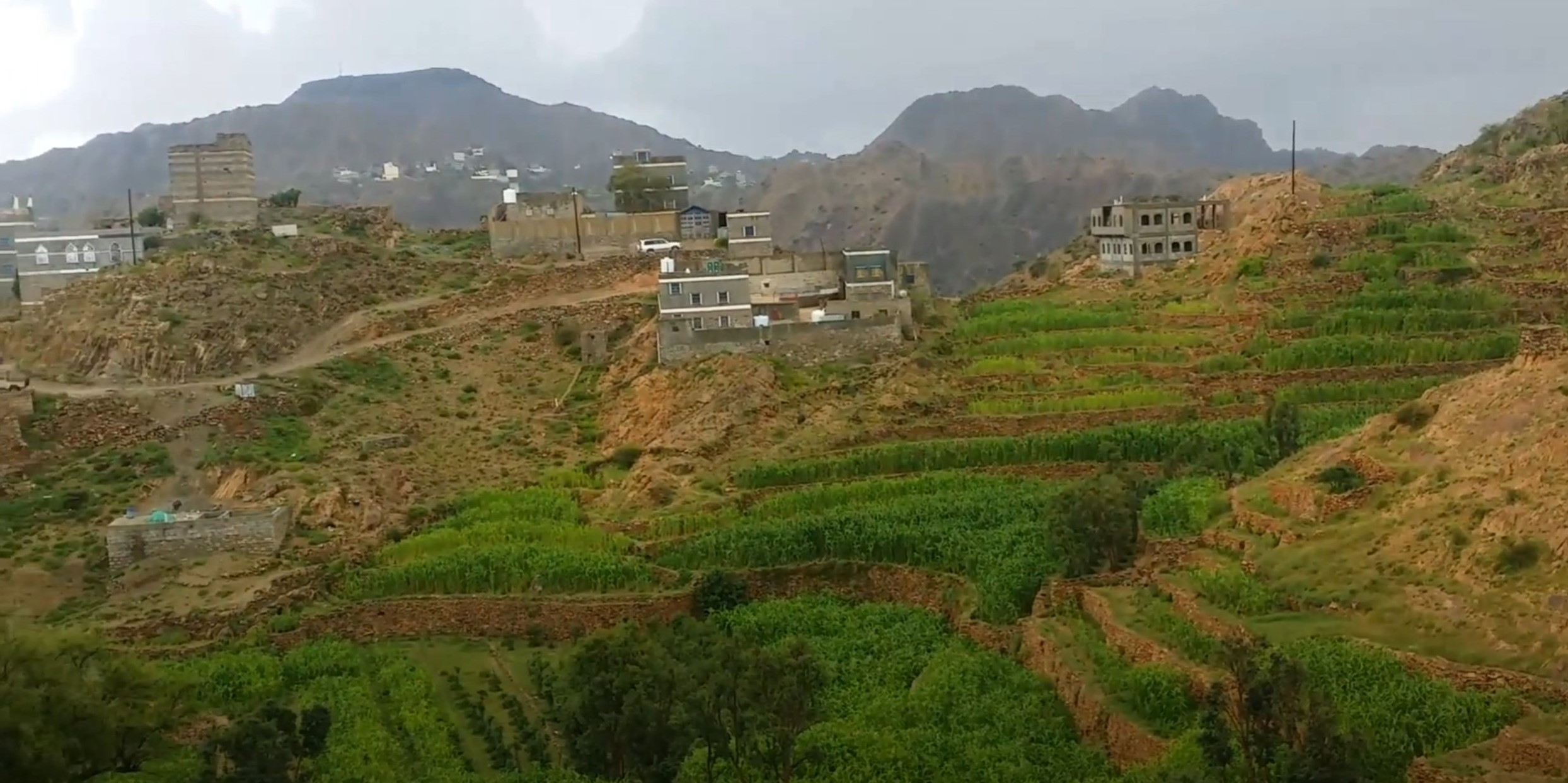
منظر من ارجاء قرية الجانحة

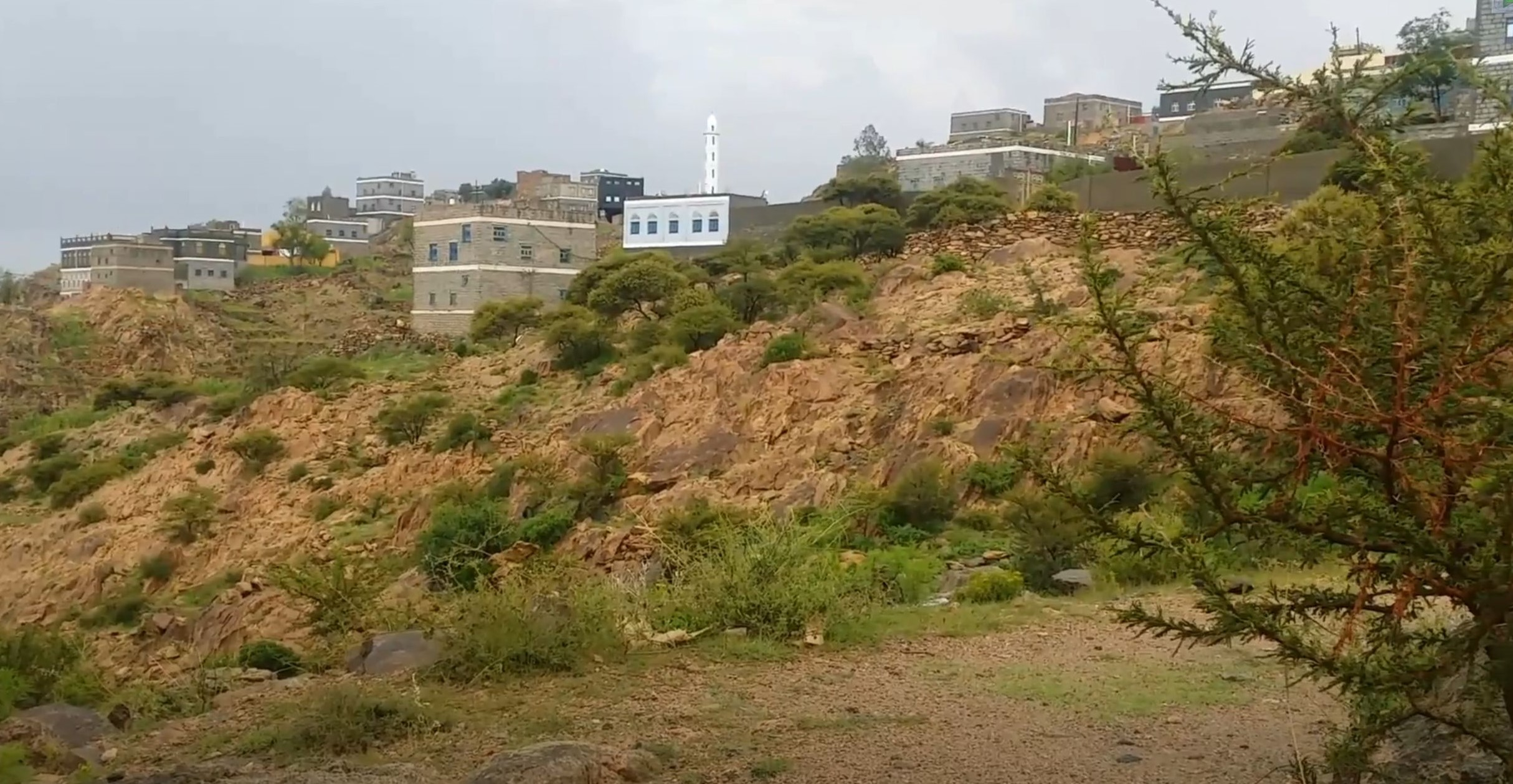
منظر بيوت من قرية الجانحة